# Liste de carcinologistes
 (avril 2015).
Un carcinologiste est un scientifique qui étudie la carcinologie (ou science des crustacés).
- Alfred William Alcock
- Heinrich Balss
- Jerry Laurens Barnard
- Keppel Harcourt Barnard
- James Everard Benedict
- Dorothy E. Bliss -
- Louis-Eugène Bouvier
- Thomas Elliot Bowman III
- William Thomas Calman
- Fenner Albert Chace, Jr.
- C. Claus
- Eric Dahl
- James Dwight Dana
- Adrien Dollfus
- Isabel C. Pérez Farfante
- Bertrand Richer De Forges
- Henri Milne-Edwards
- Ray W. George -
- Isabella Gordon
- Willem de Haan
- Hans Jacob Hansen
- Horton H. Hobbs, Jr.
- Lipke Bijdeley Holthuis
- Paul Louis Illg
- Stanley Wells Kemp
- Henrik Krøyer
- Johannes Govertus De Man
- Raymond Brendan Manning
- Colin McLay
- Alphonse Milne-Edwards
- Théodore André Monod
- Peter K. L. Ng -
- Mary Jane Rathbun -
- Richard Rathbun
- Harriet Richardson -
- Michèle de Saint Laurent -
- Georg Sars
- Michael Sars
- Waldo LaSalle Schmitt
- Alfred A. Smalley
- William Stimpson
- Jan Hendrik Stock -
- K. K. Tiwari -
- Austin Beatty Williams
- Mildred S. Wilson

## Sources
- http://www.nmu.edu/biology/Neil/MainFWC-website/FWCCarcinologists.html
- http://rmbr.nus.edu.sg/news/index.php
- http://crustacea.nhm.org/peet/leptostraca/synonymies.html
- http://www.nmnh.si.edu/iz/history.htm
- http://www.zmuc.dk/headweb/old-museum.htm